# Castillo de Villanueva de Jamuz
El castillo de Villanueva de Jamuz es una fortaleza española situada en las cercanías de esta localidad, en la comarca de Tierra de La Bañeza, en León. Fue morada del célebre caballero leonés Suero de Quiñones, protagonista del Paso honroso, el más célebre torneo de la Edad Media española.
Consta de una torre del homenaje cuadrangular en una esquina y un recinto amurallado adosado a ella. La torre mide 11'90 x 10'65 metros, con 5 plantas y una altura máxima de 21'8 metros, y está decorada con escudos heráldicos. La muralla delimita un recinto cuadrangular de 33 x 38 metros y consta de tres cubos, más una torre de entrada.